# BECN1
BECN1 (англ. Beclin 1) – білок, який кодується однойменним геном, розташованим у людей на короткому плечі 17-ї хромосоми. Довжина поліпептидного ланцюга білка становить 450 амінокислот, а молекулярна маса — 51 896.
| 10         |  | 20         |  | 30         |  | 40         |  | 50         |
| ---------- |  | ---------- |  | ---------- |  | ---------- |  | ---------- |
| MEGSKTSNNS |  | TMQVSFVCQR |  | CSQPLKLDTS |  | FKILDRVTIQ |  | ELTAPLLTTA |
| QAKPGETQEE |  | ETNSGEEPFI |  | ETPRQDGVSR |  | RFIPPARMMS |  | TESANSFTLI |
| GEASDGGTME |  | NLSRRLKVTG |  | DLFDIMSGQT |  | DVDHPLCEEC |  | TDTLLDQLDT |
| QLNVTENECQ |  | NYKRCLEILE |  | QMNEDDSEQL |  | QMELKELALE |  | EERLIQELED |
| VEKNRKIVAE |  | NLEKVQAEAE |  | RLDQEEAQYQ |  | REYSEFKRQQ |  | LELDDELKSV |
| ENQMRYAQTQ |  | LDKLKKTNVF |  | NATFHIWHSG |  | QFGTINNFRL |  | GRLPSVPVEW |
| NEINAAWGQT |  | VLLLHALANK |  | MGLKFQRYRL |  | VPYGNHSYLE |  | SLTDKSKELP |
| LYCSGGLRFF |  | WDNKFDHAMV |  | AFLDCVQQFK |  | EEVEKGETRF |  | CLPYRMDVEK |
| GKIEDTGGSG |  | GSYSIKTQFN |  | SEEQWTKALK |  | FMLTNLKWGL |  | AWVSSQFYNK |
|            |  |            |  |            |  |            |  |            |

A: Аланін

C: Цистеїн

D: Аспарагінова кислота

E: Глутамінова кислота

F: Фенілаланін

G: Гліцин

H: Гістидин

I: Ізолейцин

K: Лізин

L: Лейцин

M: Метіонін

N: Аспарагін

P: Пролін

Q: Глутамін

R: Аргінін

S: Серин

T: Треонін

V: Валін

W: Триптофан

Кодований геном білок за функцією належить до фосфопротеїнів. 
Задіяний у таких біологічних процесах, як апоптоз, взаємодія хазяїн-вірус, клітинний цикл, поділ клітини, ендоцитоз, автофагія, противірусний захист, ацетилювання. 
Локалізований у цитоплазмі, ядрі, мембрані, мітохондрії, ендоплазматичному ретикулумі, цитоплазматичних везикулах, апараті гольджі, ендосомах.